# Oskar Hardmeier
Oskar Hardmeier (* 21. August 1925; † vor 2003) war ein Schweizer Sprinter, der sich auf den 400-Meter-Lauf spezialisiert hatte.
Bei den Leichtathletik-Europameisterschaften 1946 in Oslo schied er im Einzelbewerb im Vorlauf aus und wurde in der 4-mal-400-Meter-Staffel Fünfter.
1948 kam er bei den Olympischen Spielen in London sowohl über 400 m wie auch in der 4-mal-400-Meter-Staffel nicht über die erste Runde hinaus.